# Christian Fredrik Svensson
Christian Fredrik Svensson (Swensson), född 13 mars 1834 i Stockholm, död där 30 januari 1909, var en svensk marinmålare och underlöjtnant i flottans reserv.
Christian Fredrik Svensson var son till glasmästaren Håkan Svensson och Maria Moell och gift med marketenteriföreståndaren Sophia Carolina Lindblom. Han var i ungdomen skeppsgosse. Han utbildade sig till, och arbetade som, ångbåtsbefälhavare. År 1899 tog han avsked från flottan för att på heltid ägna sig åt måleriet. Svensson studerade för Jacob Hägg i Stockholm och för Carl Frederik Sørensen i Köpenhamn samt fick en viss handledning i etsningsteknik av Theodor Gellerstedt. Han blev agré vid Konstakademien 1883. Svensson medverkade i akademiens utställningar under 1870- och 1880-talet samt Parisutställningen 1878 och Chicagoutställningen 1893 samt de Nordiska konstutställningarna i Köpenhamn under 1880-talet dessutom medverkade han i Sveriges allmänna konstförenings utställningar i Stockholm ett flertal gånger 1892–1908. Hans konst består av marinmåleri med motiv från skilda kuster och hav i olja eller i form av torrnålsgravyrer. Svensson är representerad vid Sjöhistoriska museet, Marinmuseum, Malmö museum, Göteborgs konstmuseum, Kungliga biblioteket, Östergötlands museum och Nationalmuseum. Makarna Svensson är begravda på Galärvarvskyrkogården i Stockholm.

Emigrantångare, 1887
Jakten Hertina
Skonerten Hermafrodit
Lastångfartyget Svea
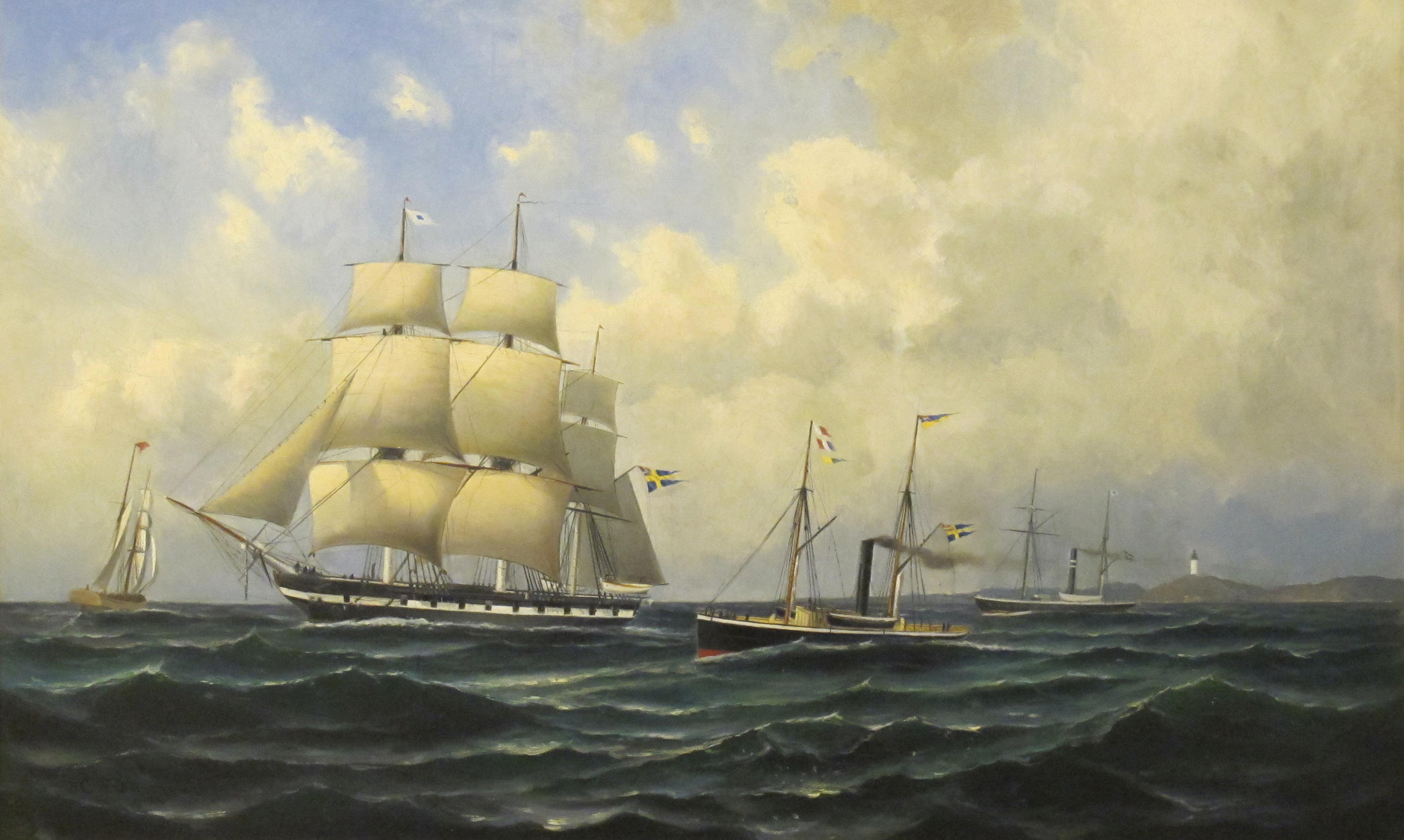
Fregatten Norrköping 1890
Last- och passagerarfartyget Svea
Holländsk tjalk, 1885
Passagerarångfartyget Birger Jarl
Svensk brigg, 1893
Passagerarångfartyget Samuel Gustaf Hermelin, 1879
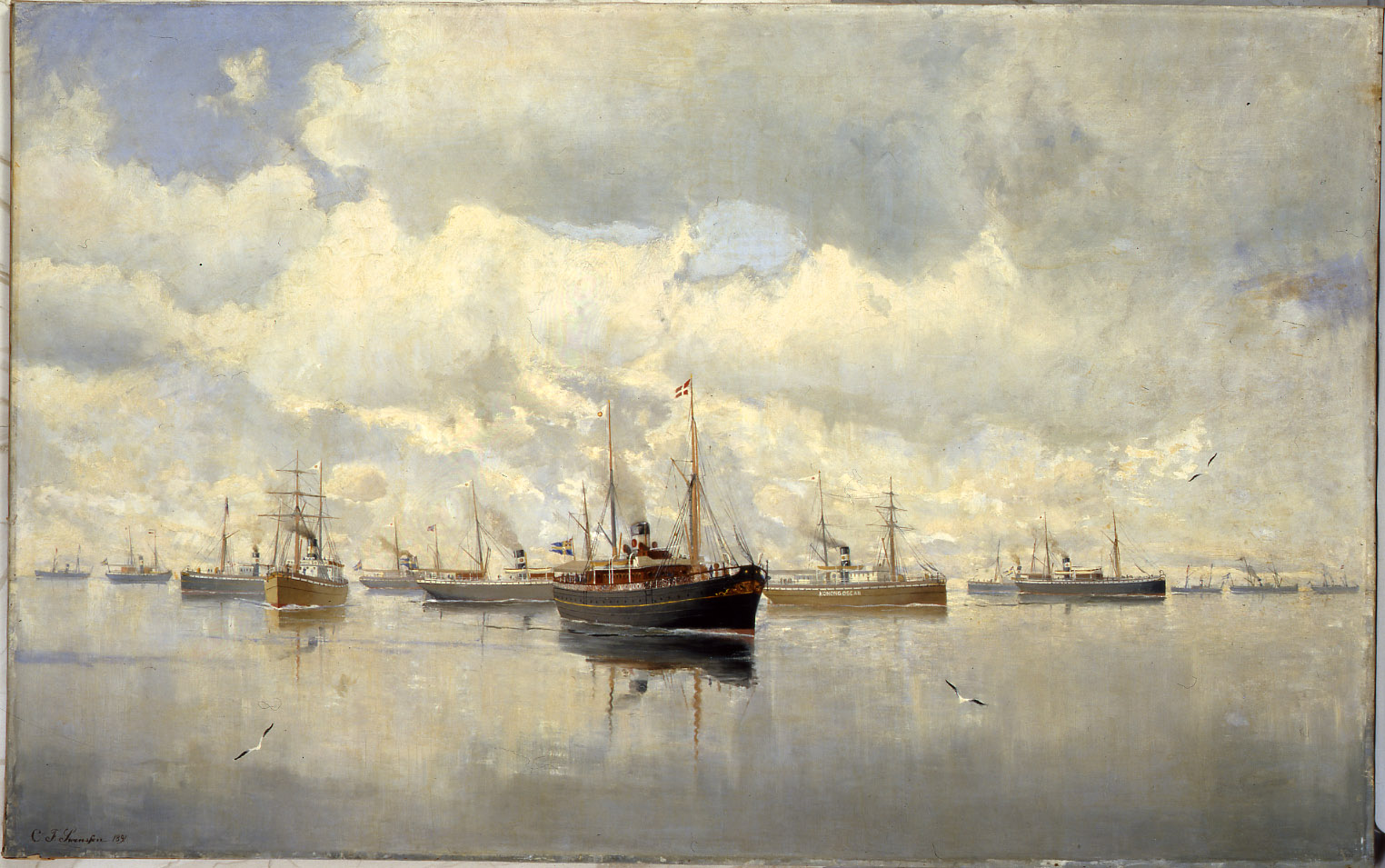
Ångfartygs AB Södra Sveriges existerande och planerade fartyg 1887